# Euchromadora tridentata
Euchromadora tridentata is een rondwormensoort uit de familie van de Chromadoridae. De wetenschappelijke naam van de soort is voor het eerst geldig gepubliceerd in 1929 door Allgén.